# Frank Montenbruck
Frank Montenbruck (* 18. Juni 1968 in Münster) ist ein deutscher Schauspieler.

## Biografie
Der ehemals als Krankenpfleger, Wachmann und Spüler tätige Frank Montenbruck kam über das Casting zum ersten Münsteraner Tatort, Der dunkle Fleck (2002), zum Film. Einem breiteren Publikum wurde er ab 2004 durch seine Rolle in der Fernsehserie Stromberg bekannt. Seitdem hat er in einigen deutschen Fernsehproduktionen und Werbungen mitgewirkt. Außerdem war er auch in der Fernsehserie Switch reloaded zu sehen, in der er seine eigene Rolle in Stromberg parodierte. Im angekündigten Film Stromberg – Der neue Film wird Montenbruck nicht vertreten sein.

## Filmografie (Auswahl)
- 2004–2012: Stromberg (Fernsehserie, 39 Folgen)
- 2007–2010: Switch reloaded (Fernsehserie, 20 Folgen)
- 2008–201?: Alarm für Cobra 11 – Die Autobahnpolizei (Fernsehserie, mehrere Folgen)[4]
- 2009: Kesslers Knigge (Comedy-Sendung, eine Folge)
- 2014: Stromberg – Der Film
- 2014: Zwei Gesichter (Kurzfilm)
- 2017: Unter uns die Stille – Rheine 78